# 香港天水圍街道列表
本列表為香港天水圍街道的一覽表。

## 天慈邨、天耀邨（天湖路以南）

### 天耀路
天耀路（英語：Tin Yiu Road），位於元朗區天水圍西南部，南端於天水圍站以北連接屏廈路及天福路，北端則止於天湖路，依天耀邨之西面而建，全長約530米，是天水圍新市鎮早期道路之一。

#### 交匯道路
- 天湖路
- 天河路
- 天福路
- 屏廈路

### 天湖路

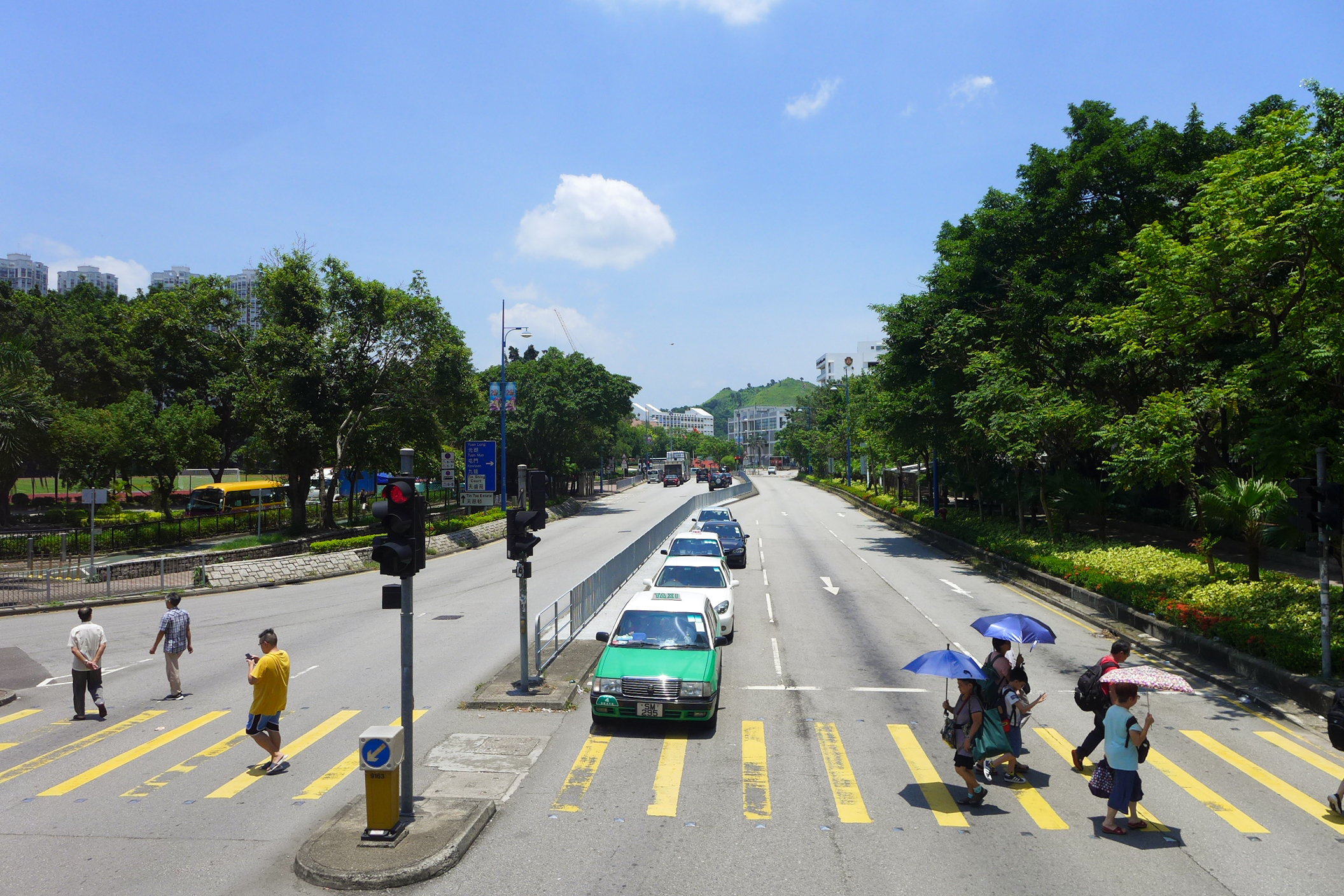
近天耀邨之天湖路

天湖路（英語：Tin Wu Road）是香港元朗區天水圍新市鎮中的一條東西向行車道路，連接天水圍天慈邨及天耀邨。另外，天湖路亦有多條巴士及小巴路線行走。道路西端連接天耀路以及通往樂湖居的私人道路。

### 天城路

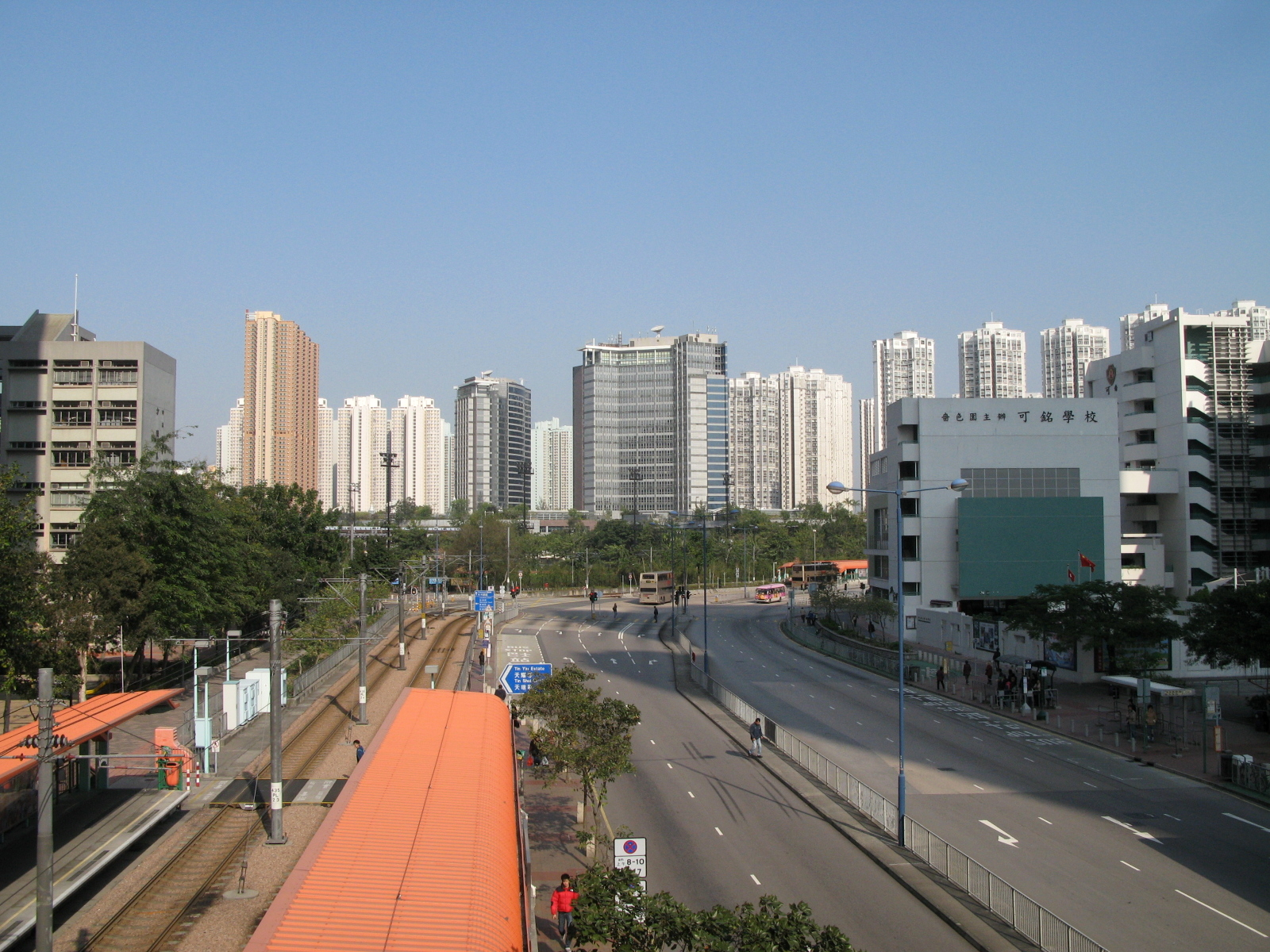
天城路

天城路（英語：Tin Shing Road），位於元朗區天水圍新市鎮的東南部，由聚星路向北延展至天華路，是一條南北行雙向道路。聚星路至天福路交界的一小段在2015年才通車。大多數人會視天福路交界為天城路的起點，路上標記也如此顯示。該道路是天水圍新市鎮的早期道路之一，屋宇地政署早於1991年12月13日已替天城路刊憲命名，但當時天城路北端只達天湖路；而天耀邨及天祐苑的其中一個出入口正位於天城路。雖然天城路早於1991年便已經通車，但當時並沒有公共交通駛經，直至天水圍市中心巴士總站於1995年啟用時才有巴士駛經該路段。
輕鐵天水圍第4期支線大部分路段都是建在天城路旁，2003年12月7日通車。

#### 交匯道路
- 天華路
- 天榮路
- 天恩路
- 天龍路
- 天祥路
- 天恩路
- 天柏路
- 天湖路
- 天福路
- 聚星路

### 天影路

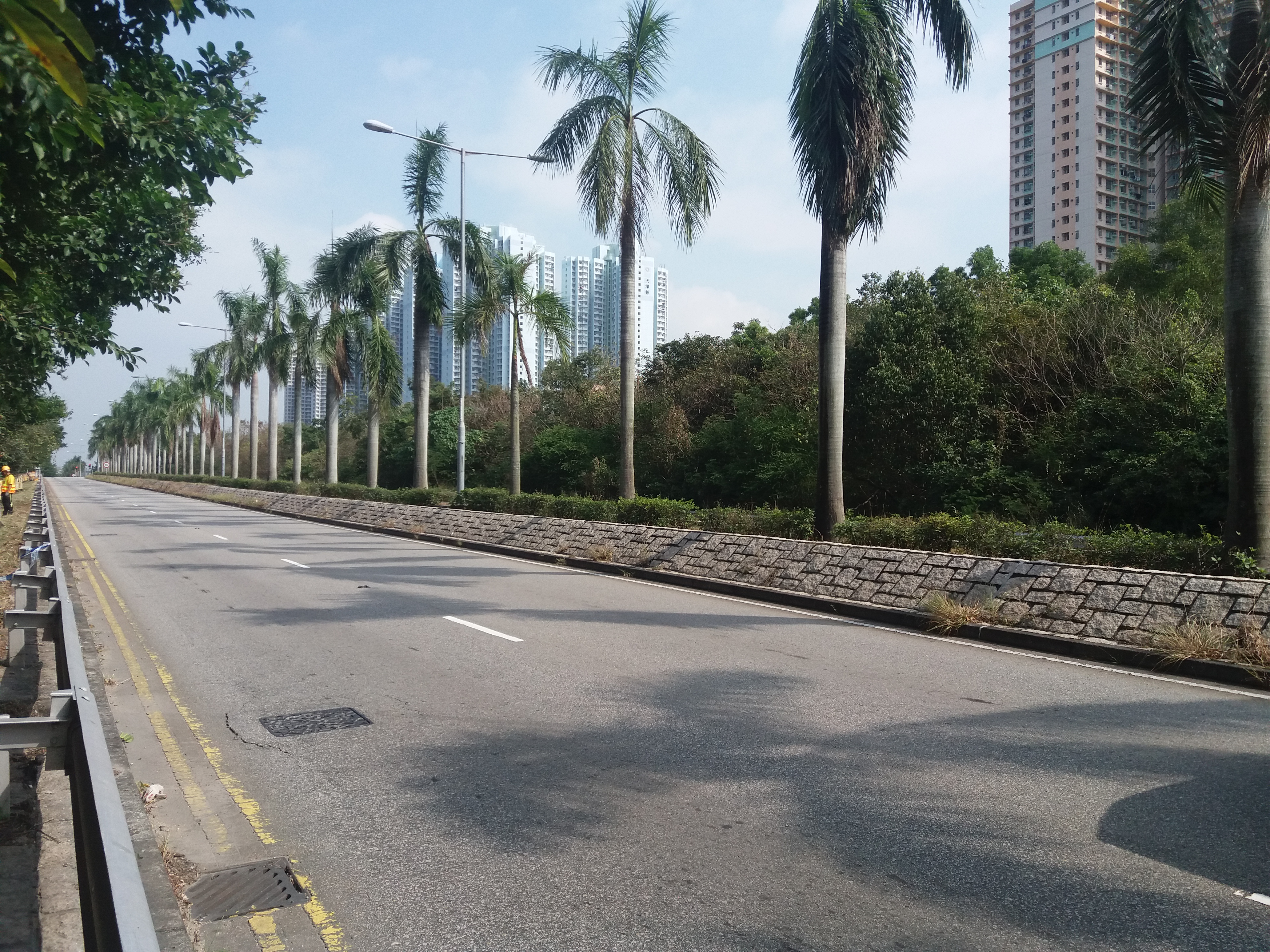
近沙江圍的一段天影路

天影路（英語：Tin Ying Road）是香港新界元朗區的一條道路，為天水圍西部的主要道路，可以說是一條繞道，往來屯馬綫天水圍站和天水圍北部天恆邨的港鐵巴士K76綫及來往洪水橋（洪元路）巴士總站和機場（地面運輸中心）巴士總站的龍運巴士A37線便是使用此繞道的唯一兩條巴士路線。此道路限速是每小時70公里，為少數於天水圍可行走高於每小時50公里之道路（另外一條是天慈路。）

### 天慈路

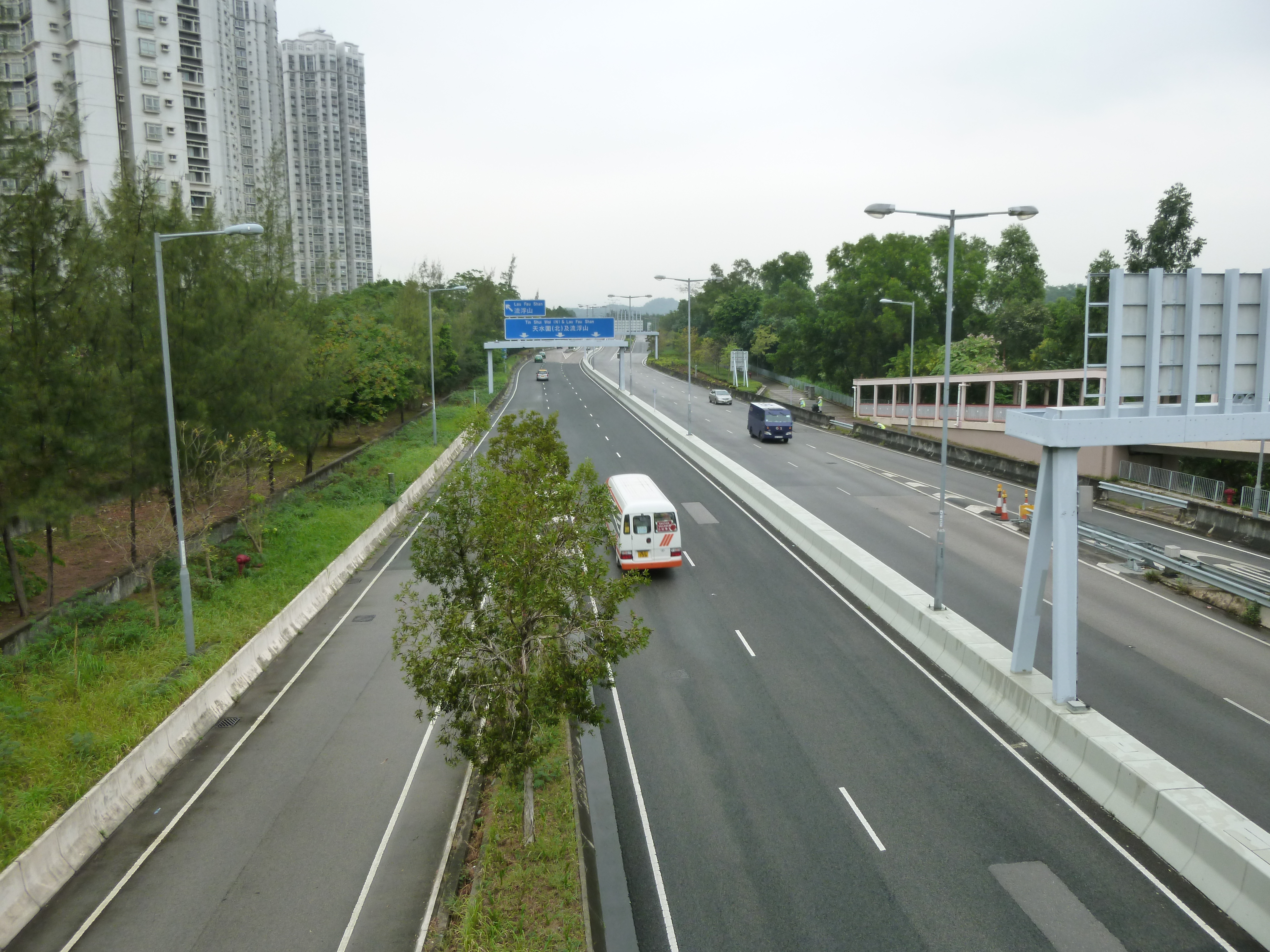
天慈路近景湖居

天慈路（英語：Tin Tsz Road）是香港新界西天水圍的一條道路，為天水围東部的主要道路，可以說是一條繞道，連接天水圍東南與北部。目前，本道路和濕地公園路、朗天路和天祥路連接處建有行車天橋，而行車天橋更連接元朗公路和流浮山，使流浮山車輛無需取道元朗市區直通落馬洲、大欖隧道和上水市區。

### 朗天路

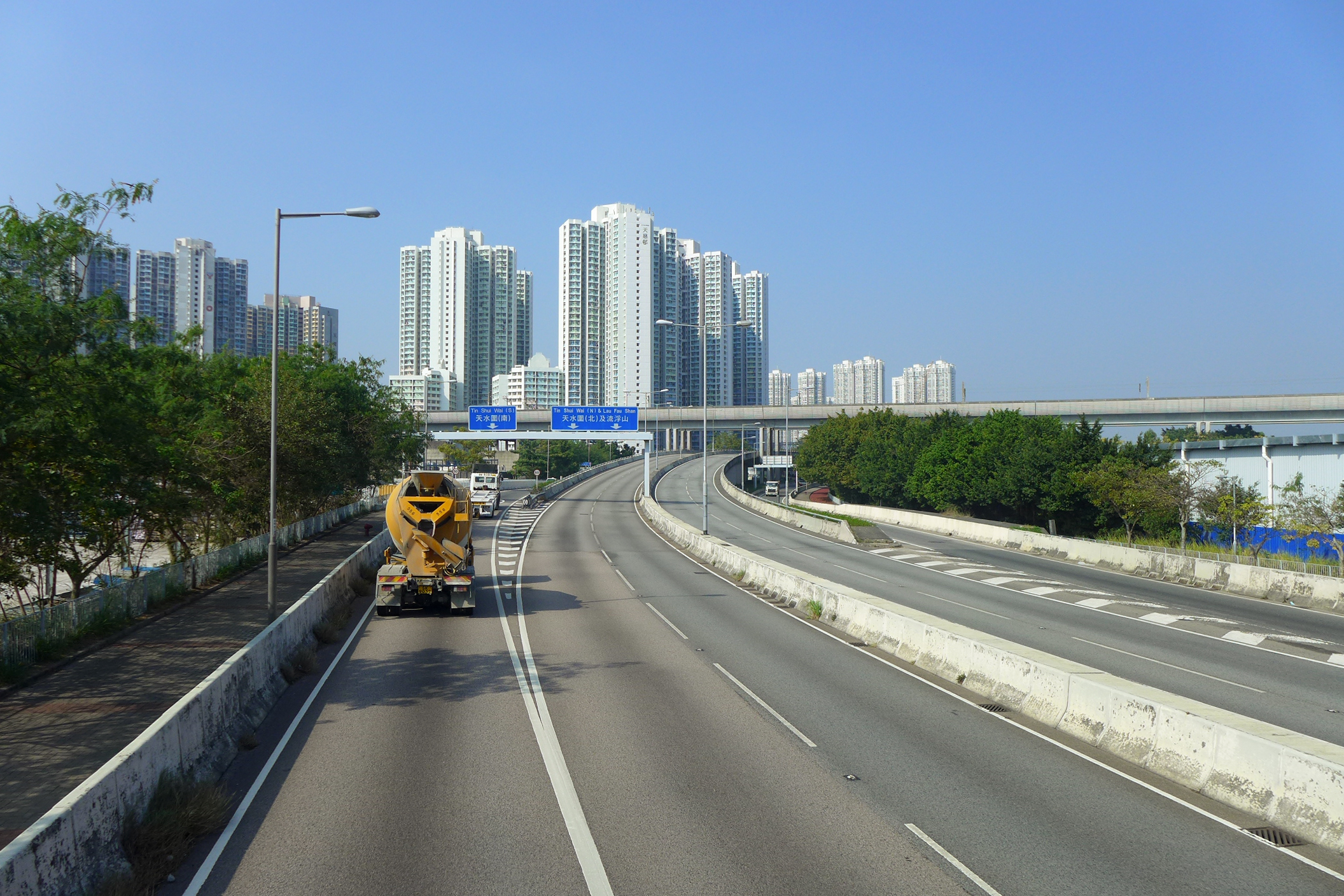
朗天路（2016年）

朗天路（英語：Long Tin Road），是元朗區的一條道路，顧名思義，是連接元朗市及天水圍的道路之一，連接天水圍天慈路、天福路及蝦尾新村路，以及元朗公路。

### 洪天路

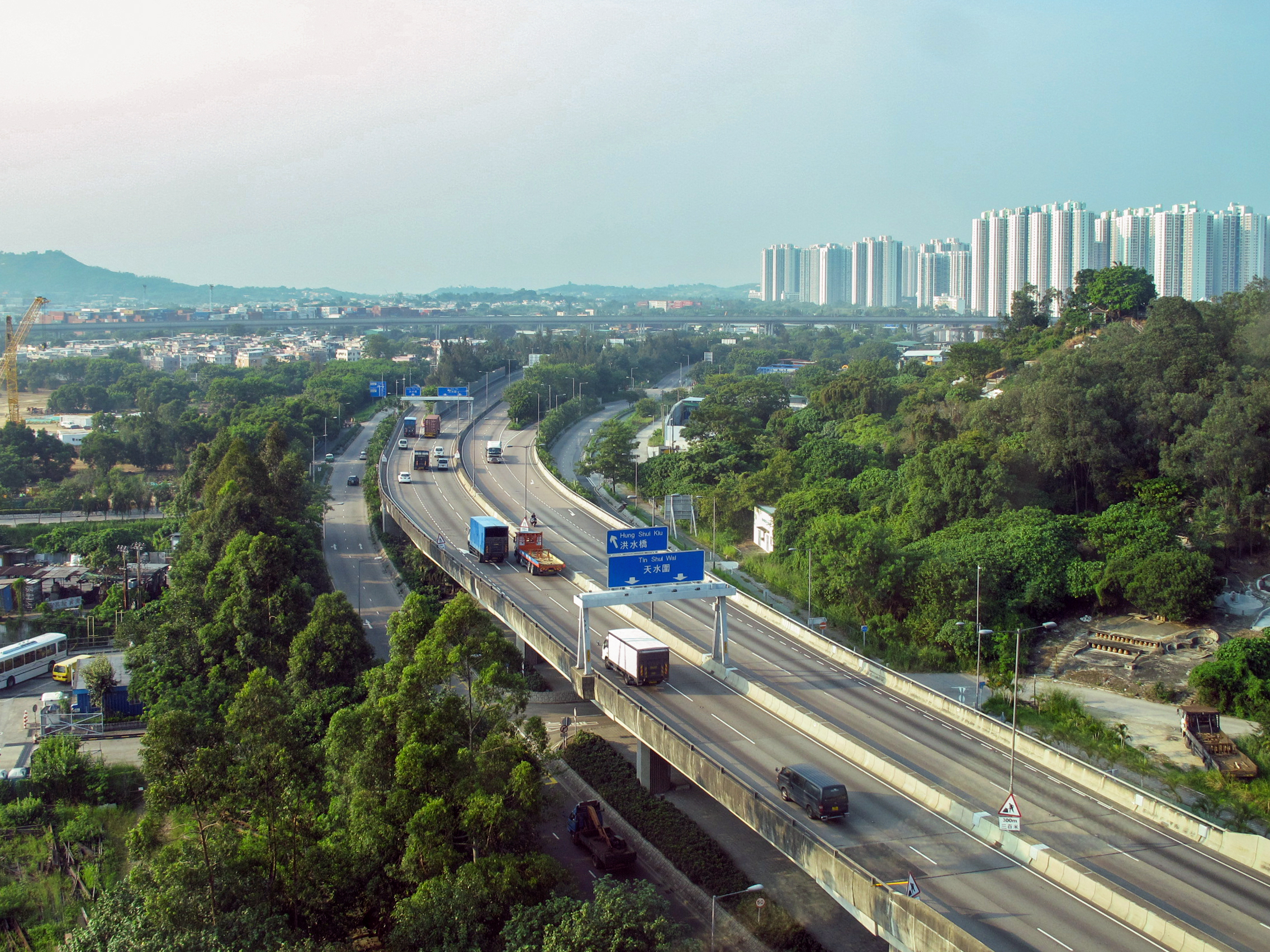
洪天路（2011年）

洪天路（英語：Hung Tin Road），位於香港元朗區西部，顧名思義，接駁洪水橋及天水圍，全段連接元朗公路之天水圍西交匯處及天影路、屏廈路。

### 廈村路

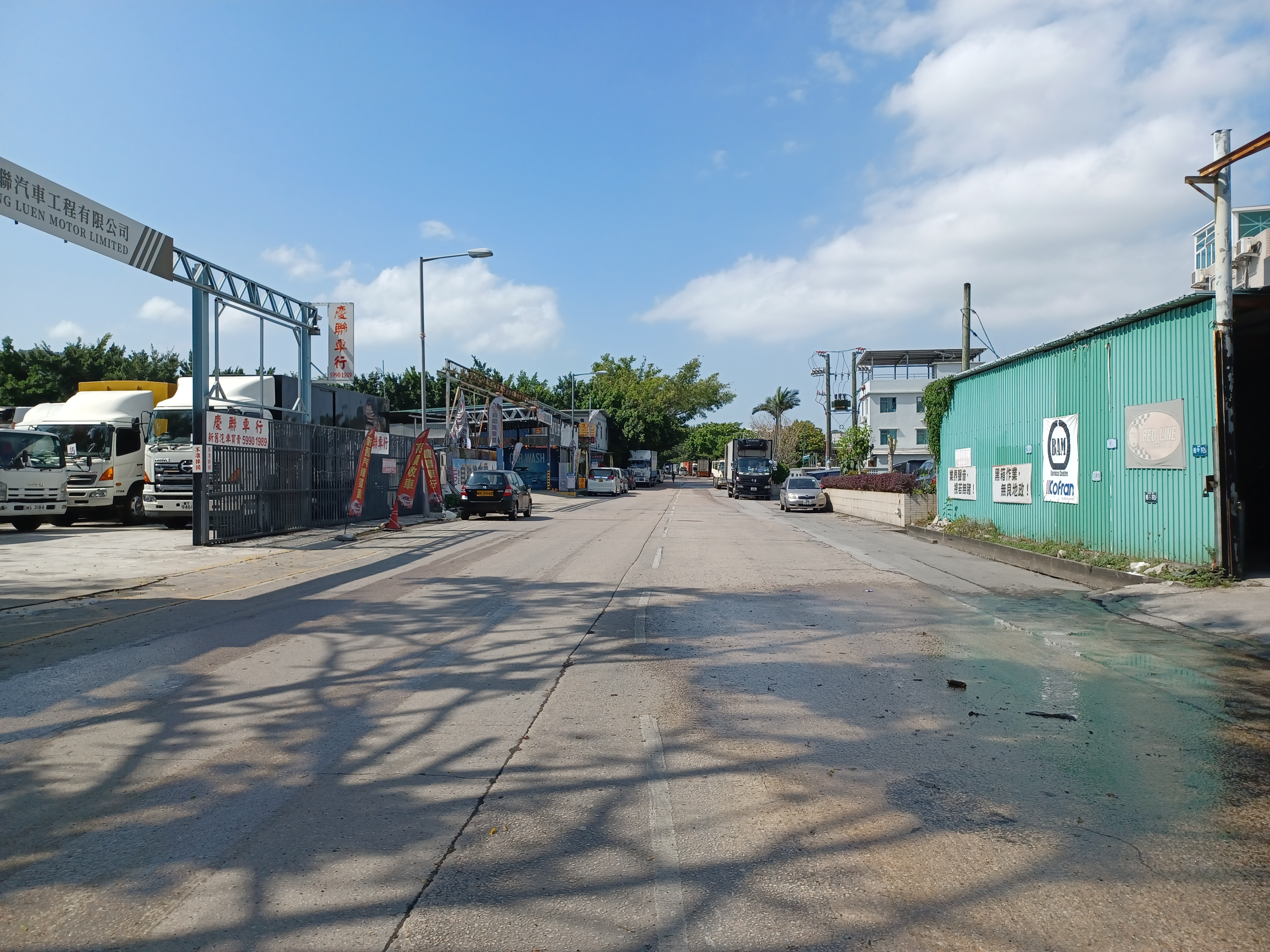
廈村路（2023年）

廈村路（英語：Ha Tsuen Road），俗稱「木人巷」，是一條位於元朗區厦村的街道，東邊分支自田廈路新屋村及舊李屋村之間，西面連接港深西部公路（十號幹線），沿途設有多個貨櫃場，全長約1.09公里。
廈村路與港深西部公路透過廈村交匯處連接起來，成為來往深圳灣口岸及天水圍的最大要塞；但公共交通服務方面現時只有新界區專線小巴618線行經。

#### 交匯道路
- 田廈路
- 錫降圍路
- 廈村交匯處

### 聚星路

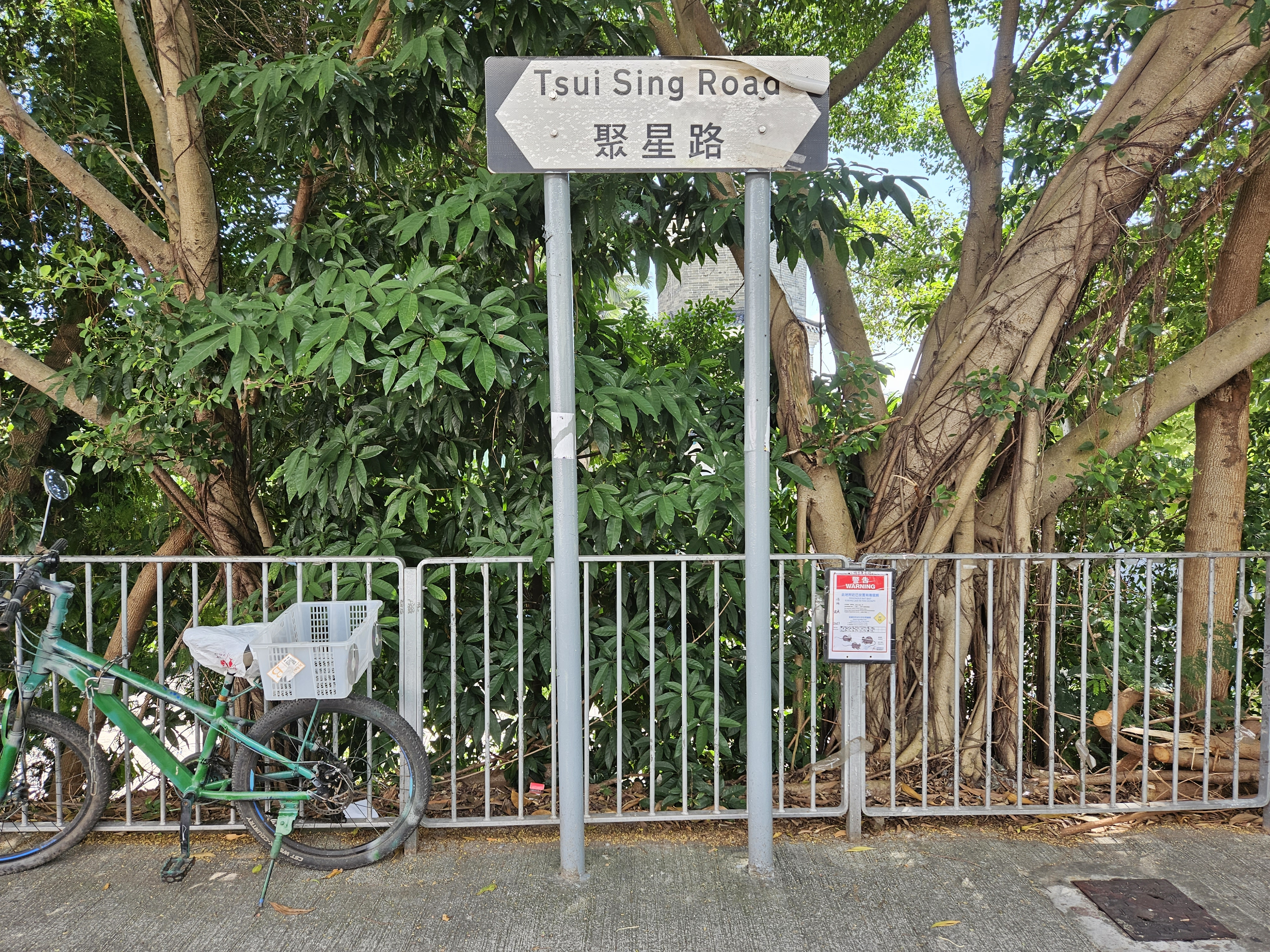
聚星路路牌

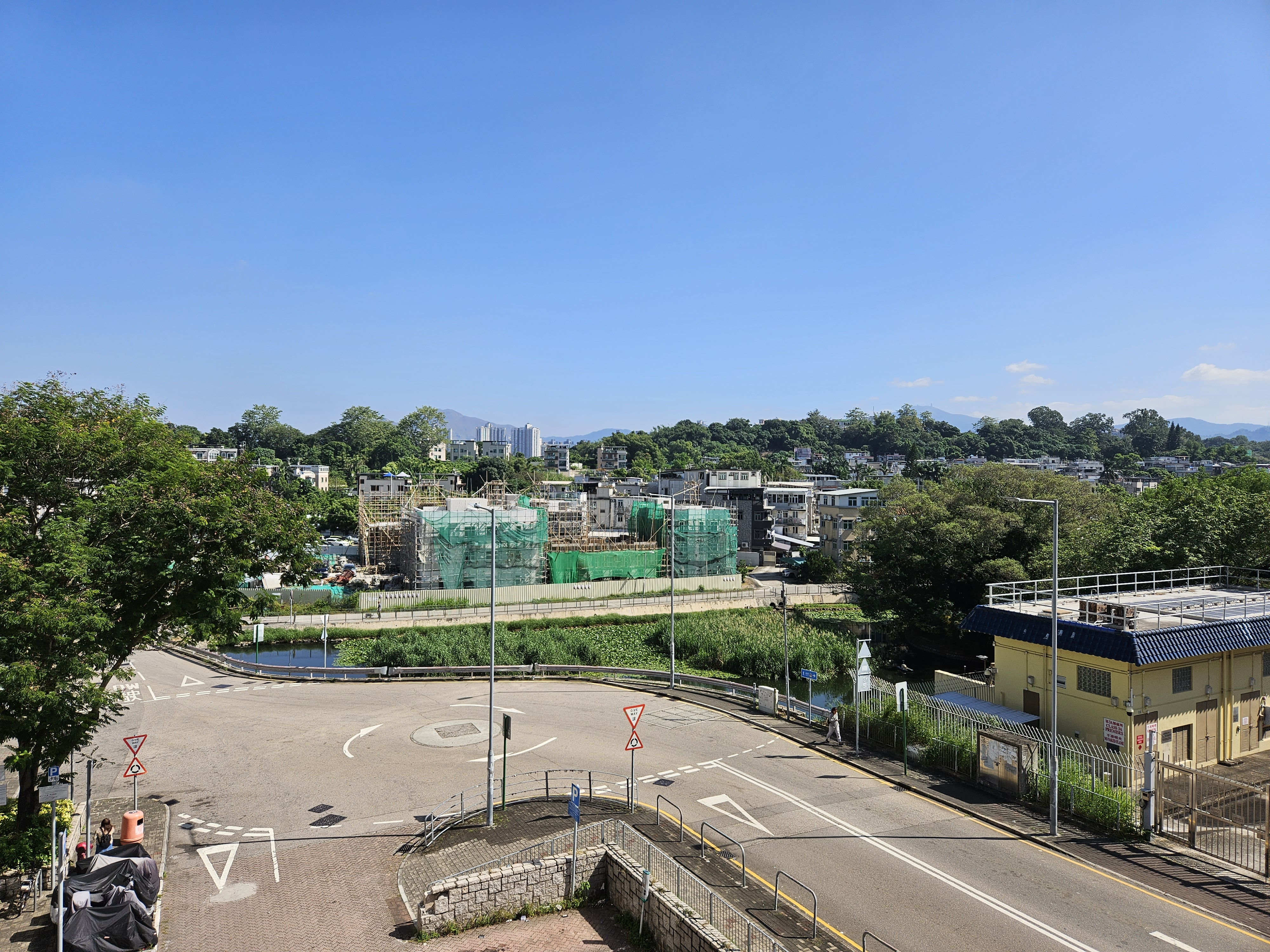
聚星路近屏厦路

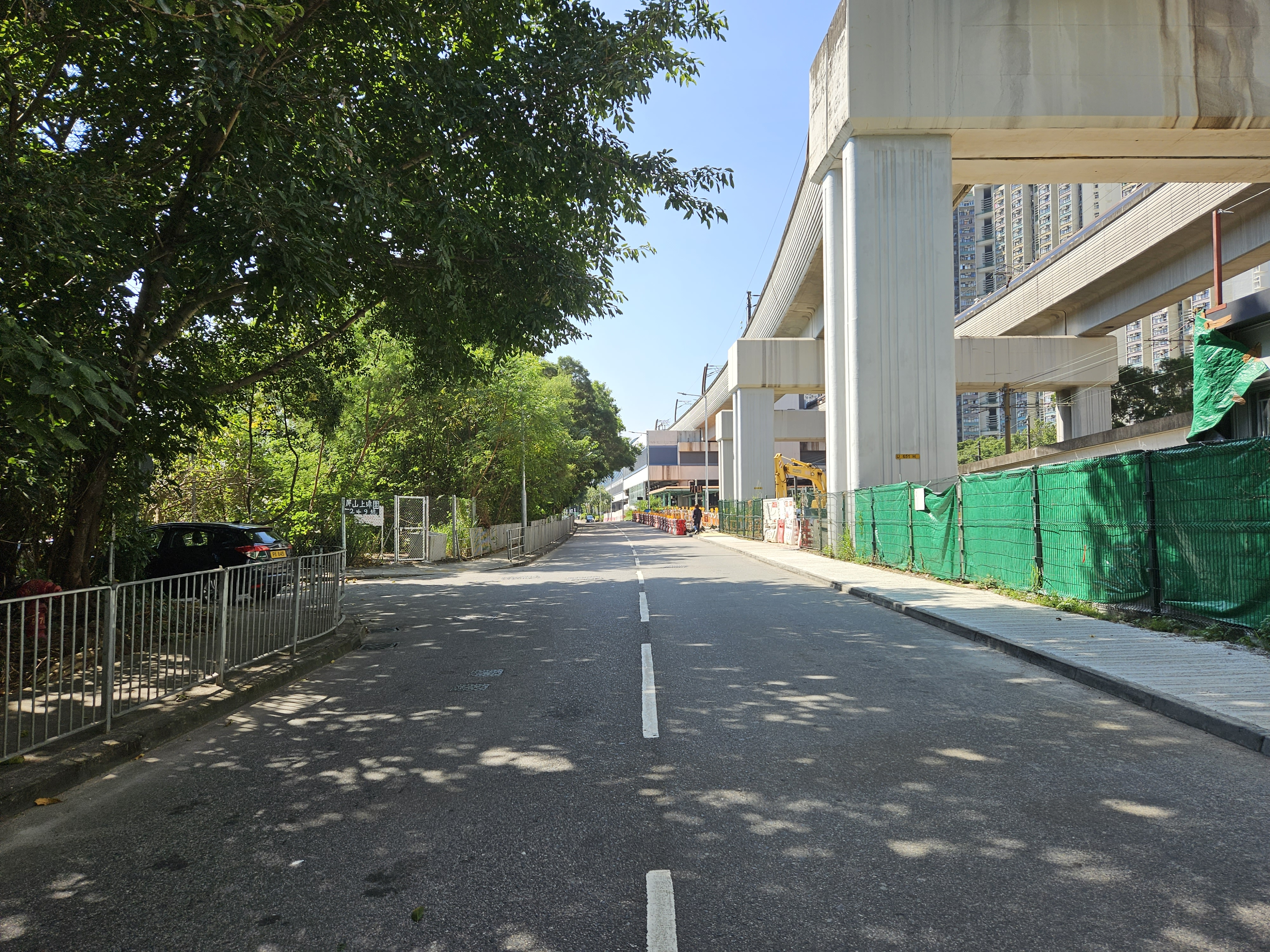
聚星路近天水圍站

聚星路（英語：Tsui Sing Road），是位於香港元朗區的一條道路，連接屏廈路及冠忠巴士停車場，於2003年5月30日命名。

#### 交匯道路
- 天福路
- 天城路
- 屏廈路

## 天瑞邨、天華邨、天水圍市中心（天華路以南）

### 天瑞路

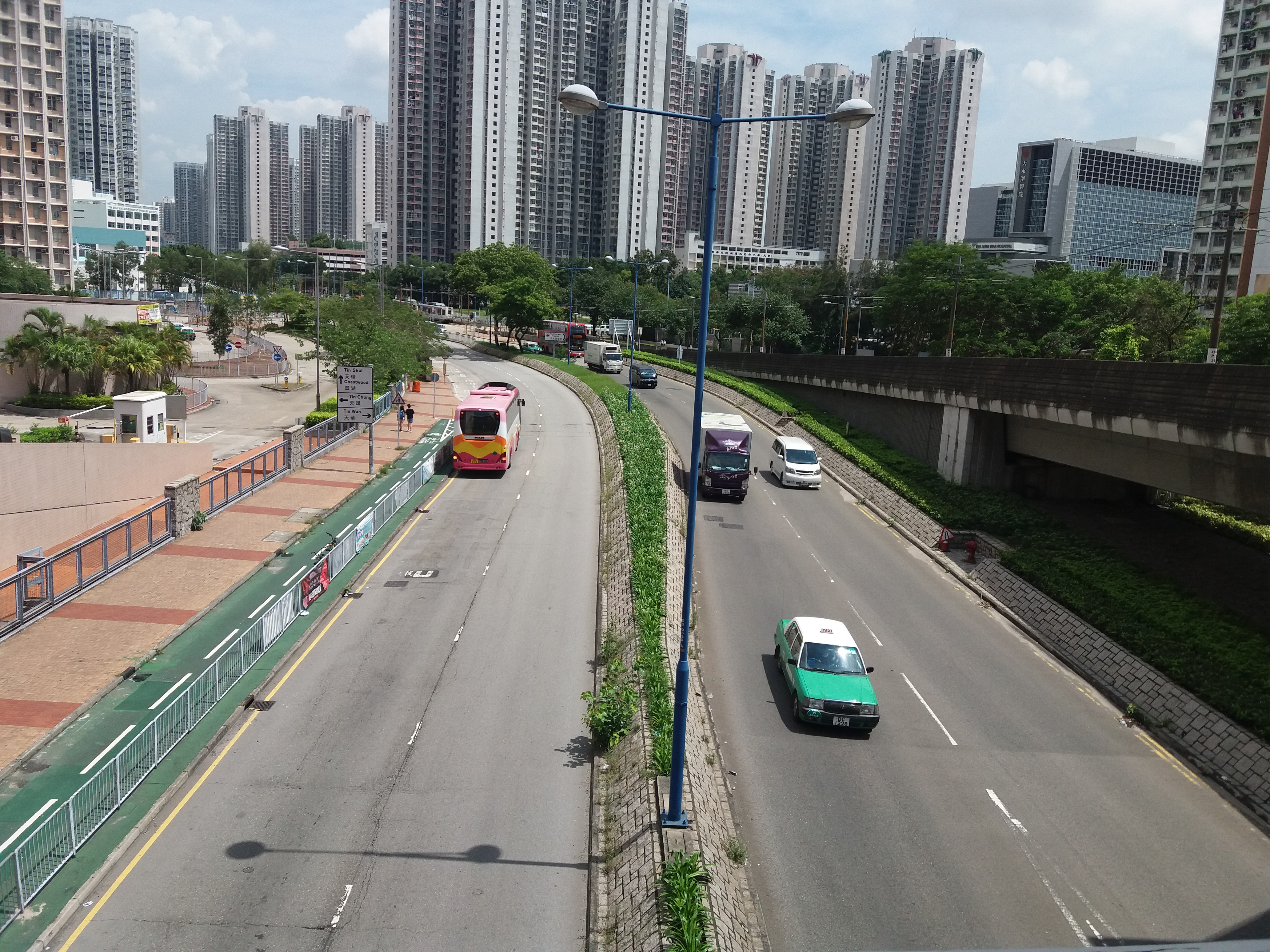
天瑞路近天頌苑

天瑞路（英語：Tin Shui Road）是香港新界元朗區天水圍新市鎮的南北重要幹道之一，南至天耀邨，北至天恆邨，沿路途經多個公共屋邨和屋苑，包括天耀邨、天瑞邨、天華邨、天頌苑和天恆邨等。另外，天瑞路亦有多條巴士及小巴路線行走。

### 天葵路
天葵路（英語：Tin Kwai Road）是香港新界元朗區天水圍東北部一條路，由天龍路開始，北到濕地公園路，長0.85公里。
天葵路是天水圍新市鎮其中一條路，於1994年起，配合嘉湖山莊第四期（即嘉湖銀座）到第七期的發展。該道路早期只得天龍路（近景湖居）到天華路的一段，到2002年天水圍新市鎮擴建時延伸到濕地公園路（近慧景軒）。

#### 交匯道路
- 濕地公園路
- 天業路
- 天秀路
- 天華路
- 天龍路

### 天恩路
天恩路（英語：Tin Yan Road），位於元朗區天水圍的東部，與天城路並行，是一條北行單向道路。

## 天恩邨、天富苑、天恆邨、天晴邨（天水圍北）

### 天華路

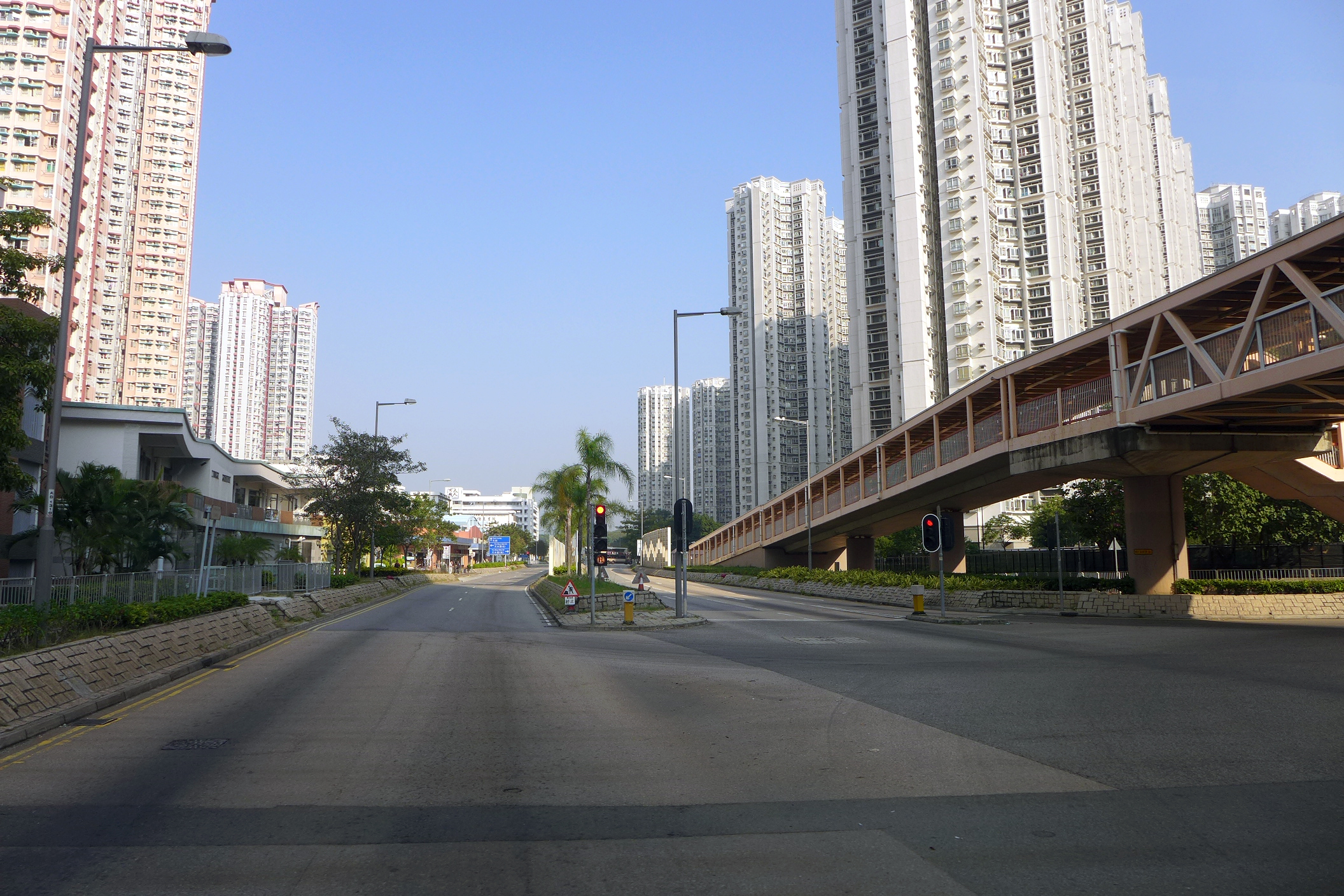
天華路

天華路（英語：Tin Wah Road），位於元朗區天水圍新市鎮中央，是一條東西向道路，容許車輛作東、西行雙程行車。
天華路東端與天慈路及濕地公園路連接，西端則止於流浮山道近沙江圍仔。由於天華路分隔天水圍新市鎮兩大時期之發展區，因此被公認為天水圍南、北兩部間之分界綫。

#### 交匯道路
- 流浮山道
- 屏廈路
- 民德路
- 新沙江圍路
- 天影路
- 天瑞路
- 天城路
- 天葵路
- 天慈路
- 濕地公園路

### 天暉路
天暉路（英語：Tin Fai Road）是香港新界元朗區的一條道路，是一条通往天水围北部学校区的道路。

#### 交匯道路
- 天瑞路

### 天業路
天業路（英語：Tin Yip Road）是香港新界元朗區的一條道路，是一条通往天水围北部学校区的道路。

#### 交匯道路
- 天葵路

### 濕地公園路

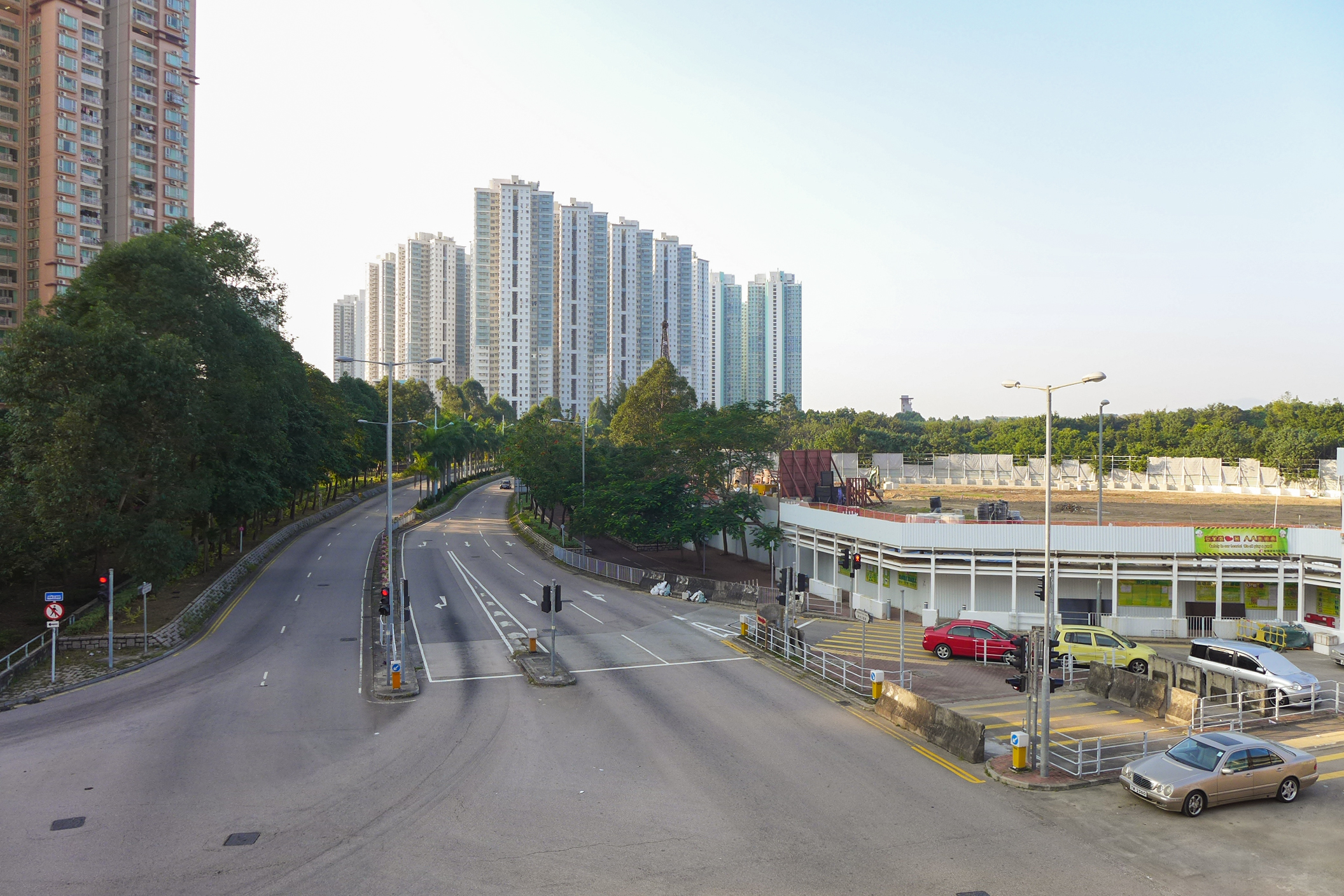
濕地公園路（2016年）

濕地公園路（英語：Wetland Park Road），位於元朗區天水圍新市鎮北部，東面連接天華路及天慈路交界處，西面連接天瑞路及天影路交界處，是一條東西行雙向道路。

#### 交匯道路
- 天瑞路
- 天影路
- 天葵路
- 天華路
- 天慈路

### 天月路
天月路（英語：Tin Yuet Road）是香港新界元朗區天水圍的一條道路，位於天水圍新市鎮之西北部近天恆邨，南面連接天影路北行線，北面連接天影徑及通往輞井圍之未命名道路。
以天月路命名之路段實際只有由天華路出入口至其東北方閘口之彎位，全長約200米，其後通往輞井圍之道路已非屬天月路之一部分，但屬天月路之延伸，先經過香港濕地公園旁邊並向后海灣方向，最終到達深灣路為止，為輞井圍、沙橋及尖鼻咀之主要出入道路之一，令車輛毋須途經屏廈路及流浮山。